# 古宮九時
古宮九時（日語：古宮九時）是日本女性作家。現居靜岡縣。別名藤村由紀。
她以作品《Unnamed Memory》獲得《這本輕小說真厲害！2020》單行本、Novels部門第1名。

## 作品

### 系列作
- （2014年7月－2016年1月，電擊文庫）
- 
  - 電擊文庫版（2016年8月－2016年11月）
  - 電擊的新文藝版（2020年6月－）
- 《Unnamed Memory 無名記憶》（2019年1月－2022年2月，電擊的新文藝）
  - 《Unnamed Memory -after the end-》（2022年2月－，電擊的新文藝）

### 非系列作
- 《我預見明日逝去的妳》（2017年11月，MediaWorks文庫）
- 《茶花女的純真之歌》（2018年3月，MediaWorks文庫）
- [註 1]（2018年7月，MediaWorks文庫）
- （2021年1月，MediaWorks文庫）

## 外部連結
- 古宮九時的X（前Twitter）